# Paul Sabatier (storico)
Charles Paul Marie Sabatier (Saint-Michel-de-Chabrillanoux, 3 agosto 1858 – Strasburgo, 4 marzo 1928) è stato uno storico francese, considerato l'iniziatore della moderna storiografia francescana, nonché pastore calvinista.

## Biografia
Paul Sabatier condusse i suoi studi presso la Facoltà di Teologia della Sorbona di Parigi. 
Nel 1885 venne assegnato alla chiesa di Saint-Nicolas, a Strasburgo, ma nel 1889 fu espulso dalla Germania per aver rifiutato una offerta di avanzamento che avrebbe per lui comportato la cittadinanza tedesca. In seguito curò Saint-Cierge-la-Serre nelle Cévennes per quattro anni, dopo di che si dedicò interamente alla ricerca storica del Cristianesimo.
Fu allievo di Ernest Renan, che gli fornì lo spunto di concentrarsi sullo studio scientifico di San Francesco d'Assisi. Avendo già pubblicato una edizione della Didaché e intrattendosi in corrispondenza pluridecennale con Walter Goetz, nel 1893 pubblicò Vie de saint François d'Assise (trad. it. Vita di San Francesco d'Assisi), a Parigi. Questa opera gli diede fama mondiale, nonostante lui fosse calvinista ed il soggetto della sua opera invece un santo cattolico. La conoscenza approfondita delle fonti e il loro esame critico fecero scuola. L'opera fu tradotta in moltissime lingue e diede grande impeto allo studio di documenti medievali, soprattutto quelli collegati alla storia dell'Ordine Francescano.
Nel 1902 fondò ad Assisi la Società Internazionale di Studi Francescani e nel 1919 divenne professore di teologia protestante all'Università di Strasburgo.
La vicinanza alla teologia liberale del fratello e anch'egli pastore Louis Auguste Sabatier, e la familiarità con gli ambienti cattolici italiani e francesi lo portarono a partecipare al movimento modernista. A questo riguardo, oltre alle opere storiche, pubblicò  anche Les modernistes (1909) e L'orientation religieuse de la France actuelle (1912). Le sue opere, dopo un'iniziale accoglienza cattolica favorevole, furono poste all'Indice, così come parte di quelle dell'educatrice Antonietta Giacomelli, con la quale condivise iniziative rivolte ad una riforma religiosa in senso cristiano.
Allo scoppio della prima guerra mondiale, nonostante il voto pacifista emesso dalla Società di studî francescani, difese pubblicamente su The Times del 22 luglio 1915 le motivazioni per le quali la Francia era scesa in guerra.
Fu nominato cittadino onorario di Assisi il 7 maggio 1898. Ricevette lauree honoris causa dalle Università di Edimburgo, Aberdeen e Oxford. Nel 1923 divenne socio straniero dell'Accademia dei Lincei.
Le sue carte sono conservate, per volontà della figlia, presso il Centro Studi per la Storia del modernismo dell'Università degli Studi di Urbino "Carlo Bo" mentre alcuni dei suoi libri furono acquistati dalla biblioteca della Pontificia Università Antonianum. 
La Società Internazionale di Studi Francescani di Assisi assegna un premio biennale a lui intitolato.

## Edizioni italiane dellaVie de S. François d'Assise
- Vita di San Francesco d'Assisi, Introduzione di Lorenzo Bedeschi, trad. G. Zanichelli, Milano, Mondadori, 1978.
- Vita di San Francesco d'Assisi, Porziuncola, 2009, ISBN 978-88-270-0663-4.
- Vita di San Francesco d'Assisi, Prefazioni di André Vauchez e Grado Giovanni Merlo, trad. G. Zanichelli, Collana Ritratti, Roma, Castelvecchi, 2015, ISBN 978-88-694-4333-6.